# Насерабад (Амоль)
Насерабад (перс. ناصراباد) — село в Ірані, у дегестані Дабуй-є Джонубі, у бахші Дабудашт, шагрестані Амоль остану Мазендеран. За даними перепису 2006 року, його населення становило 116 осіб, що проживали у складі 23 сімей.